# Eonycteris spelaea
Eonycteris spelaea — вид рукокрилих, родини Криланових.

## Середовище проживання
Країни поширення: Бруней-Даруссалам, Камбоджа, Китай, Індія, Індонезія, Лаос, Малайзія, М'янма, Філіппіни, Сінгапур, Таїланд, Східний Тимор, В'єтнам. Висотний діапазон поширення: від рівня моря до 1100 м. Частіше зустрічаються в порушених сільськогосподарських угіддях, хоча в первинних лісах також.  

## Стиль життя
Лаштують сідала в печерах, формуючи компактні кластери і співживучи з іншими рукокрилими. Лаштують сідала у великих групах, що складаються з тисяч особин в печерах в лісових районах. Ці нектароїдні криланові з повільним польотом, і адаптовані до використання квітів багатьох важливих сільськогосподарських і садових культур. Народжується одне маля в рік. Було також повідомлено, що живуть у невеликих групах на горищах сільських хатах на північному сході Індії.

## Загрози та охорона
Немає серйозних загроз для цього виду в цілому. У деяких районах Південної Азії вид локально під загрозою вирубки лісу, як правило, в результаті лісозаготівель і перетворення земель в сільськогосподарських та інших видів використання. Печерний туризм є новою загрозою в деяких печерах. У Китаї вид часто знаходиться під важким пресом полювання. Присутній у багатьох охоронних територіях у всьому діапазоні.